# Stelios Kouloglou

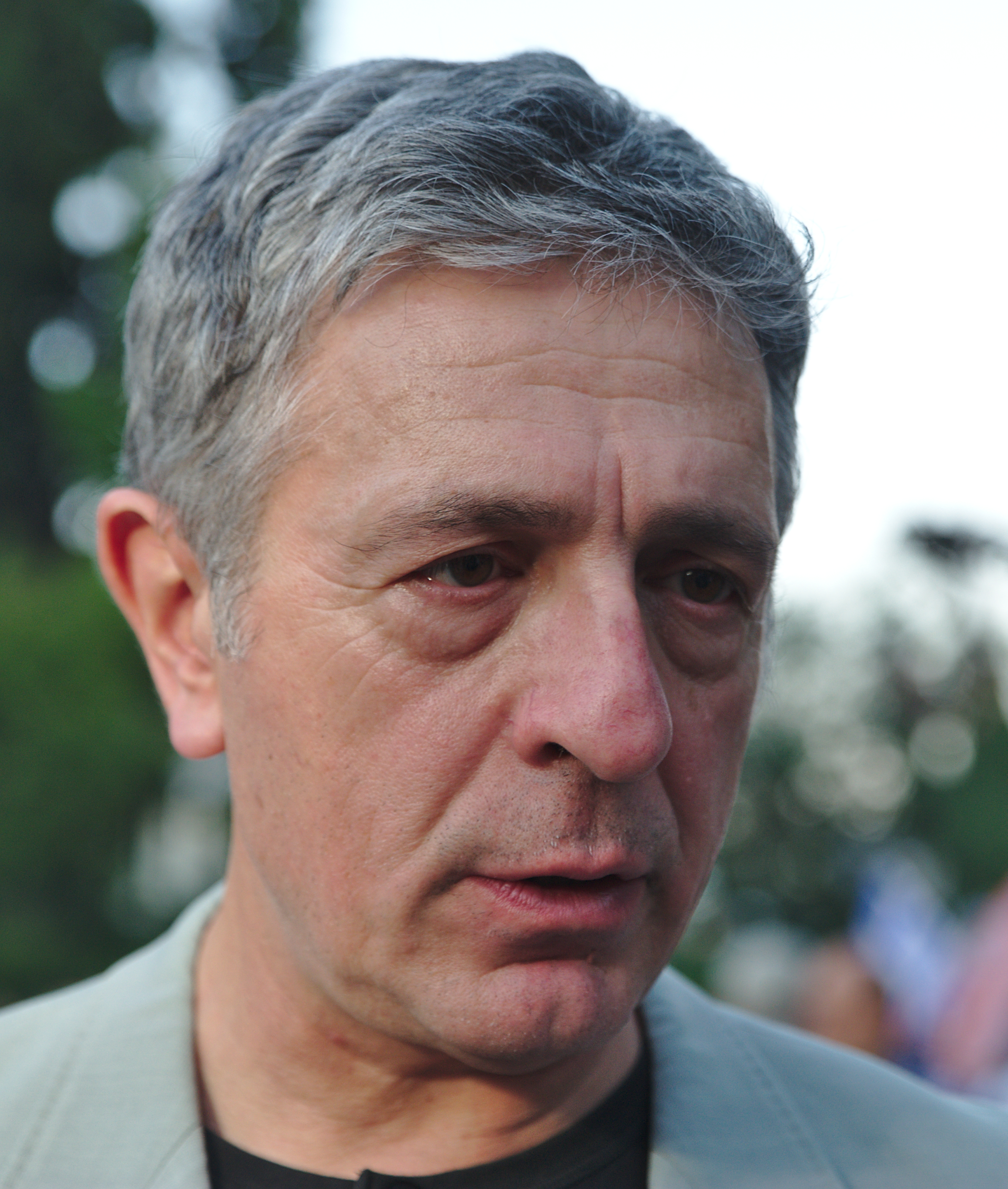
Stelios Kouloglou (2015)

Stelios Kouloglou (griechisch Στέλιος Κούλογλου, * 27. Februar 1953 in Athen) ist ein griechischer Politiker (parteilos, bis 2023 Syriza), Journalist und Regisseur. Seit 2015 ist er Mitglied des Europäischen Parlaments.

## Leben
Nach Abschluss seines Pharmaziestudiums an der Universität von Athen, studierte Stelios Kouloglou Journalismus in Paris, Tokio und Indien. Seine journalistische Tätigkeit begann er im Jahr 1981 bei dem Magazin „Anti“. Später arbeitete er als politischer Journalist für die Zeitung „To Vima“ und als Korrespondent für die Zeitung „Augi“ in Paris. Im Jahr 1989 zog er nach Moskau, wo er im Auftrag des Radio „Sky“ und der Zeitung „Kathimerini“ über die Ereignisse berichtete, die das Gesicht der Sowjetunion und der anderen ehemaligen sozialistischen Ländern änderten. Zwischen 1992 und 1995 war er Kriegskorrespondent im ehemaligen Jugoslawien. Er schreibt in mehreren Zeitschriften und veröffentlicht sieben Bücher. Sein Buch „Geh nie allein zur Post“ zählte mit mehr als 80.000 Exemplaren zu den Bestsellern der Jahre 2002–2003 in Griechenland.
Im Jahr 1996 wird er Regisseur und Moderator des Programms „Reportage ohne Grenzen“, einer wöchentlichen Doku-Serie im ERT. Diese Sendung wird viermal als beste griechische Nachrichtensendung ausgezeichnet. In den Jahren 2000 und 2002 wurde Kouloglou mit dem Euro-Comenius-Preis für die Dokumentarfilme „Kommunismus, die große Utopie des 20. Jahrhunderts“ (sechs Folgen) und „Kurs gegen den Tod“ (über ein Fußballspiel zwischen Deutschen und den Bewohnern des besetzten Kiews während des Zweiten Weltkriegs) ausgezeichnet.
Im Oktober 2005 leitete er als Redakteur und Moderator die Sendung „Thematiki Vradia“ (Themen-Abend) im öffentlichen griechischen Fernsehen ET1. Am 12. Mai 2008 beschloss der Verwaltungsrat von ERT, den Vertrag mit dem Journalisten nicht zu erneuern. Die offizielle Begründung war, dass die Sendung alle Themen erschöpft habe. Kouloglou zufolge hatte jedoch der Sender in den vorausgegangenen Tagen einen Antrag auf Einstellung seiner Sendung "Generation von 700 €" gestellt und sich geweigert, die Produktion seiner Sendung über die Menschenrechte in China zu unterstützen. Zur Einstellung seiner Zusammenarbeit mit ERT haben verschiedene Abgeordnete des griechischen Parlaments Fragen an den zuständigen Minister gerichtet.
Am 1. November 2008 schuf er die Website TVXS „TV ohne Grenzen“, eines der meistgelesenen Nachrichtenportale mit politischen Analysen.
Im Jahr 2008 führte er Regie bei dem Dokumentarfilm „Bekenntnisse eines Economic Hit Mans“, zu dem er auch das Drehbuch schrieb. Der Film basierte auf dem autobiographischen Buch „Bekenntnisse eines Economic Hit Man“ von John Perkins sowie auf persönlichen journalistischen Recherchen.  Kouloglou kommt darin zu dem Ergebnis, die Stärke der Vereinigten Staaten als wirtschaftliche Supermacht beruhe auf „einer geheimen Gruppe von Wirtschafts-Agenten, die betrügerische Finanzberichterstattung, Übernahmen, Erpressungen, Sex und Mord als Mittel benutzen, um das amerikanische Wirtschaftsimperium nach dem Ende des Zweiten Weltkriegs zu verbreiten“. Der Film wurde mit Preisen in Südkorea und in Spanien ausgezeichnet.
Im Januar 2010 kehrt Stelios Kouloglou zu ERT zurück und wird Mitglied des Verwaltungsrats. Im Juni 2010 gibt er diesen auf, um seine Sendung „Reportage ohne Grenzen“ bis zur Schließung des ERT durch die Regierung von Antonis Samaras weiterzuführen.
Bei der Europawahl 2014 wurde er als stellvertretender Abgeordneter für Syriza gewählt. Im Januar 2015 übernahm er im Europaparlament das Mandat von Giorgos Katroungalos. Bei der Europawahl 2019 wurde er wiedergewählt. Im Oktober 2023 trat er aus Syriza aus, blieb jedoch in der Fraktion der Linken im Europaparlament.

## Werke
Zu seinen Dokumentarfilmen zählen auch „Oligarchie“ (2012), ein Film über die Weltfinanzkrise, der in den USA, Deutschland, Belgien, Großbritannien, Spanien, Portugal, Griechenland und Ecuador gefilmt wurde. Sein Film „Holocaust des Gedächtnisses“ (2013) ist eine schockierende Zeugenaussage der NS-Verbrechen in Griechenland. Sein Dokumentarfilm „I Nona“ (deutsch: Die Patin), (2014) konzentriert sich auf Angela Merkel und ihrer Strategie, die deutsche Hegemonie in Europa durchzusetzen. Sein neuester Film „Evasion von Amorgos“ bezieht sich auf den Exil-Politiker Giorgos Mylonas und zeigt das wahre Gesicht der Diktatur der Obristen in Griechenland.